# Pružanje usluga sa dodatnom vrednošću
Usluge sa dodatnom vrednošću predstavljaju usluge koje pružaju operatori fiksne i radiomobilne telefonije u saradnji sa provajderima povezanim sa medijima (elektronskim ili štampanim). One se nazivaju usluge sa dodatnom vrednošću, pošto je na osnovu komunikacije ostvarene na relaciji priključak u fiksnoj (stacionarnoj) mreži – priključak u fiksnoj mreži, priključak u fiksnoj mreži-priključak u radiomobilnoj mreži, priključak u radio mobilnoj mreži – priključak u radio mobilnoj mreži, omogućena nova usluga preko govorne mašine. Dakle dvostrani odnos priključak-priključak, obogaćen je sa govornim automatom, koji se nalazi između i koji obično ima negeografski pozivni kod (broj), na primer 0900/700100. 

## Medijator,veza korisnika sa uslugom
Govorni automat ili govorna mašina funkcioniše prema svim dolaznim telefonskim pozivima, bilo iz fiksne ili radio mobilne mreže, bilo od strane domaćih ili inostranih operatora. Govorna mašina ima različite kapacitete, na primer 120 ulaznih poziva istovremeno, ili 240 na primer. To podrazumeva da se istovremeno iz svih telefonskih mreža (fiksnih i mobilnih) može ostvariti dolazni saobraćaj za 120, 240 ili više (u zavisnosti od kapaciteta govorne mašine) poziva, koji se tarifiraju posebno, po pravilu sa unapred poznatom cenom (na primer 30 dinara plus PDV od 18%). Govorne mašine mogu biti interaktivne i neinteraktivne. Interaktivne znače dvosmernu komunikaciju. Na primer kod hot line (vrućih linija), komunicira telefonski pretplatnik sa devojkom koja opisuje sebe, svoje telo, svoje seksualne fantazije, uzbuđujućim glasom koji prelazi granice pristojnosti, kako se ostvarena telefonska interaktivna veza produžava u vremenu. Neinteraktivne govorne mašine, podrazumaju jedan smer, postavljeno pitanje (prema ponuđenim opcijama, koje su numerički označene na telefonskom aparatu brojevima od 0 do 9 ili od 01 do 99), na koji govorna mašina ima unapred snimljen odgovor, na mehaničkom ili cd nosaču zvuka.

## Modernizacija procesa
Usluge sa dodatnom vrednošću dopunjene su novim modelom, koji je sve prisutniji u praksi. Radi se o funkcionisanju govornih mašina, koje detektuju radio mobilne SMS poruke, po prethodnom javnom pozivu, namenjenom opštem javnom prijemu (najčešće se javni poziv upućuje gledaocima zabavno-rekreativnih emisija na televiziji ili radio difuznoj stanici, na lokalnom, regionalnom ili nacionalnom nivou). Tako najkarakterističnija eksploatacija govornih mašina, u opisanom smislu, zabeležena je kod zabavnih emisjja „GRAND PRODUKCIJE“ koja se emituje na RTV PINK. Prilikom izbora kandidata za najboljeg pevača, unapred se na kajronu (pokretna ili fiksirana traka, smeštena u gornji ili donji ugao TV ekrana) prikažu slovnim i numeričkim oznakama opcije za glasanje, uz obavezno isticanje cene jedne SMS poruke sa stopom PDV-a. Tako gledaoci iz pri i post pejd mreže, šalju SMS poruke, sa odabranom opcijom (na primer ukucaju slovni prefiks „ZG“ – zvezde granda i numeričku oznaku „2“ – glasaju za kandidata pod rednim brojem 2), na unapred objavljeni pozivni broj (po pravilu četvorocifreni). Ovaj pozivni broj je dostupan svim radio mobilnim mrežama. Druga modifikacija u eksploataciji usluga sa dodatnom vrednosšću, putem SMS saobraćaja, su razni kvizovi (na elektronskim medijima), nagradne igre (koje se priređuju preko dnevnih novina). Treća modifikacija jesu kvizovi na radio stanicama, gde voditelj u pauzama muzičkih numera postavlja nagradno pitanje gledaocima. Na primer, šta je to „basamak“, slušalac koji da tačan odgovor dobija laptop na poklon. Potom se slušaoci javljaju, uključuju se u program, pokušavajući da daju tačan odgovor, a telefonski razgovor se tarifira 30 dinara po pozivu, tj. svaki započeti minut košta 30 dinara. Minut i jedna sekunda, odmah dupla cena 60 dinara. U ovom slučaju nema govorne mašine, ali je uključen provajder sa specijalnim telefonskim brojem koji je povezan sa svim mrežama (fiksnim i mobilnim). 

## Zloupotrebe usluga sa dodatnom vrednošću
Najveće zloupotrebe su upravo kod ovih kvizova, a slušaoci osnovano sumnjaju na regularnost istih. Nagrada se po pravilu nikada ne dodeljuje, odnosno osvaja je lice povezano sa organizatorom i priređivačem nagradnog kviza, pa tako laptop ostane u radio ili TV stanici, po pravilu. Druga zloupotreba, koja je široko rasprostranjena, jeste ostvareni poziv, a ne ostvarena komunikacija sa govornom mašinom ili spikerom na TV ili radio stanici. Uspostavite veze, nakon čega dobijete obaveštenje da sačekate uključenje u program. Prolaze minuti, sve se tarifira. Prekidate i pokušavate ponovo, opet vas stavljaju na čekanje Ništa niste postigli, ali tarifiranje je ekspedivno odrađeno. Moraćete ponovo da probate, pa tako uspostavite punu interaktivnu vezu, posle 10-15 pokušaja, pa tako svaki dan, a epilog svega je telefonski račun sa 20.000 dinara i više. Konzumenti (učesnici) ovakvih igara, kvizova, glasanja, po pravilu su prevareni na jedan suptilan način, a nemaju gotovo nikakav način da zaštite svoja prava, osim da prestanu da učestvuju u ovakvim kombinacijama. 

## Društvena korist usluga sa dodatnom vrednošću
Korišćenje usluga sa dodatnom vrednošću, može imati svoje društveno opravdanje, samo kod neiteraktivnih govornih mašina. Na primer usluga „tačno vreme“, „usluga stanja i prilika na putevima“, „usluga davanja servisnih informacija o klimatskim prilikama, vlažnosti, temperaturi vazduha i vazdušnom pritisku“, „usluge servisnih informacija o putničkom saobraćaju u drumskom, železničkom i vazdušnom prevozu“ kao i u svim drugim društveno potrebnim i korisnim aktivnostima, S druge strane, usluge sa dodatom vrednošću u svim drugim oblastima, jednostavno nisu imune od zloupotreba i prevara. 

## Neočekivane posledice korišćenja usluga
Uvek stoji sa tehničkog aspekta mogućnost da vam se neko nakači na fiksni telefonski priključak (na parici u objektu, u centrali) i neovlašćeno ostvari telefonski saobraćaj sa govornim mašinama, nakon čega dobijate neuobičajeno visok telefonski račun.
Kod mobilnog saobraćaja u post pejd opciji, postoji slična mogućnost, opet sa posledicama visokog telefonskog računa,
Priređivanje igara na sreću, posredstvom govornih mašina, takođe nosi u sebi rizik regularnosti, a naročito što se u konzumiranju igara na sreću, mogu pojaviti i maloletna lica.
Rizik regularnosti, sastoji se u tome, što učesnik u igri, nema uvid u poslovanje priređivača nagradne igre, ostvareni uplatni fond, broj dobitnika u igri na sreću.
Sporne situacije, su učestale, a mehanizam zaštite učesnika je problematičan, težak i komplikovan, sa krajnjim epilogom da je bolje odustati po onoj narodnoj „šut sa rogatim ne može“.

## Pravna regulativa
Priređivači usluga sa dodatnom vrednošću, ostvaruju enormne prihode, koji u poslednje vreme beleže trend pada, zbog posledica sveopšte društvene i ekonomske krize i pada kupovne moći stanovništva. 
Rizik nenaplativosti na relaciji provajder – fiksni/mobilni operater je povećan, pa stoga operateri fiksnih telefonskih usluga plaćaju provajderima obračunate prihode (po osnovu utrošenih telefonskih impulsa, uvećanih za dodatu vrednost i porez) sa kašnjenjem od 3 i više meseci. Provajderi opet dodatno kasne u isplati dela ostvarenog profita priređivačima usluga za još, u proseku tri meseca. Profit od ostvarenih usluga sa dodatom vrednošću deli se u proporciji 50% za provajdera, 50% za organizatora i pružaoca usluge. Cena telefonskog impulsa i provizija, ostaju kod operatora fiksne/mobilne telefonije. 
Na kraju i poreska uprava se suočava sa problemom, naplate PDV-a, u nastaloj situaciji. Ostvaren je telefonski saobraćaj, oplemenjen je, sa uslugama sa dodatnom vrednošću, ispostavljen je obračun od strane pružaoca usluge prema provajderu, a opet provajdera prema operatoru. Na kraju sve ipak zavisi od naplativosti obračunatih telefonskih impulsa (pa i onih obogaćenih uslugom sa dodatnom vrednošću) od korisnika. Procenat naplate je preko 85%, a nenaplativi deo taman pokriva PDV. Konačni epilog, može biti i kašnjenje u plaćanju PDV-a, kako od strane priređivača usluge, tako i provajdera. 
Ovu oblast regulišu Zakon o elektronskim komunikacijama, instrukcije priređivačima usluga sa dodatnom vrednošću daje državno regulatorno telo Republička agencija za elektronske komunikacije. Sankcije su predviđene zakonom o elektronskim komunikacijama, u delu nepridržavanja propisa o elektronskim komunikacijama. Dodatne sankcije – prekršajne predviđa Zakon o javnom oglašavanju (ne isticanje cene usluge, dovođenje u zabludu korisnika usluga sa dodatnom vrednošću). Sve u svemu, sistem sankcija je nedovoljno razrađen, objašnjen, pa su verovatno zbog ove okolnosti prisutne mnogobrojne zloupotrebe u ovoj oblasti.

## Literatura
- Zakon o telekomunikacijama ("Sl. glasnik RS", br. 44/2003 i 36/2006)
- Zakon o elektronskim komunikacijama (Službeni glasnik Republike Srbije br. 44/10)
- Zakon o oglašavanju

## Spoljašnje veze
- Poreska uprava
- Republička agencija za elektronske komunikacije
- Zakon o oglašavanju